# 椭圆马尾杉
椭圆马尾杉（学名：Phlegmariurus henryi），为石杉科马尾杉属下的一个植物种。